# گوک‌حسن‌لی (قره‌عیسی‌لی)
گوک‌حسن‌لی (به ترکی استانبولی: Gökhasanlı) یک منطقهٔ مسکونی در ترکیه است که در کارایسالی واقع شده‌است.